# الانتخابات العامة في البوسنة والهرسك 2006
الانتخابات العامة في البوسنة والهرسك 2006 أجريت الانتخابات العامة في البوسنة والهرسك في الأول من شهر أكتوبر عام 2006، بلغ عدد المقيدين في سجلات الناخبين في شهر سبتمبر عام 2006 ما مجموعه 2.736.886 ناخب مسجل، من أصل 2.7 مليون شخص يحق له الانتخاب يوجد 1.7 مليون ناخب في اتحاد البوسنة والهرسك ومليون ناخب في جمهورية صرب البوسنة، الإقبال على التصويت الرسمي كما ذُكر من قبل لجنة الانتخابات المركزية كان 52.74٪ من إجمالي عدد الناخبين المسجلين.

## خلفية
ادعى كثير من المحللين أن انتخابات عام 2006 ستكون الأكثر أهمية منذ استقلال البوسنة والهرسك عن يوغسلافيا والحرب البوسنية، حيث أن الحكومة السابقة فشلت في الاتفاق على إضافة بعض الإصلاحات على الدستور، في حين استمر السياسيين المسلمين البوسنيين بالتهديد بإلغاء جمهورية صرب البوسنة، وكان ردت فعل المسؤولين في جمهورية صرب البوسنة الاستمرار في التحدث عن احتمال الانفصال عن البلاد، كان ينظر إلى الانتخابات على أنها حاسمة في تحديد مستقبل البوسنة والهرسك.

## جدل
برز جدل واسع حول انتخاب العضو الكرواتي في الرئاسة، فعلى الرغم من أن زيلكو كومشيتش هو كرواتي العرق، فقد زعم عدد من خصومه السياسيين أنه قد تلقى أصوات من البوشناق، وقد اتهم من قبل خصومه بأنه لم يكن اختيار الكروات وإنما البوشناق، مشيرين إلى أنه لم يفز بأغلبية أصوات الكروات في أي من المقاطعات أو الكانتونات ذات الأغلبية الكرواتية.

## النتائج
تم انتخاب مجلس الرئاسة البوسني المُكون من ثلاثة أشخاص هم:
- حارث سيلايديتش عن البوشناق، حصل على 62.8% من أصوات البوشناق.
- زلجكو كومستش عن الكوات، حصل على 40% من أصوات الكروات.
- نيبوشا رادمانوفتش عن الصرب، حصل على 53.3% من أصوات الصرب.